# ビーハイブ (ニュージーランド)
ビーハイブ（マオリ語：Te Whare Mīere ）は、ニュージーランド国会議事堂の行政府棟の通称で、首都ウェリントンのモールズワース通りとラムトンキーの角に位置している。

## 施設
9階と8階の一部が首相府オフィスとして使用されている。